# Saxifraga globulifera
Saxifraga globulifera är en stenbräckeväxtart. Saxifraga globulifera ingår i Bräckesläktet som ingår i familjen stenbräckeväxter.

## Underarter
Arten delas in i följande underarter:
- S. g. globulifera
- S. g. granatensis